# 하워드 다 실바

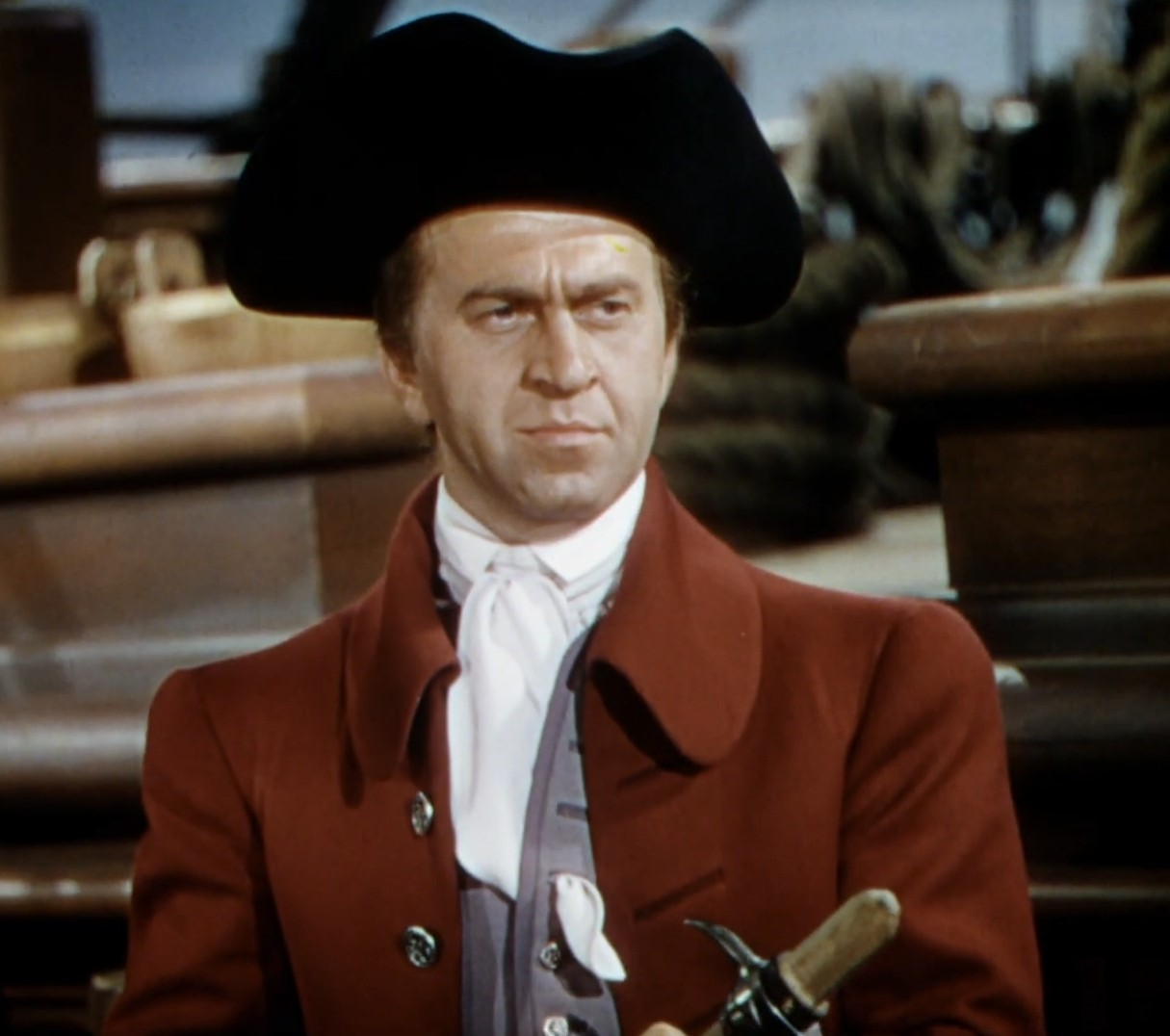

하워드 다 실바(Howard Silverblatt, 1909년 5월 4일 ~ 1986년 2월 16일)는 미국의 연극 배우, 영화배우, 텔레비전 배우이다.
클리블랜드에서 태어났다.

## 영화
- 가보 토크 (1984년)
- 존경하는 어머니 (1981년)
- 세계 최고의 사나이 (1980년)
- 에드가 후버의 개인 파일 (1977년)
- 위대한 개츠비 (1974년)
- 1776 (1972년)
- 네바다 스미스 (1966년)
- 아웃레이지 (1964년)
- 매드 매드 대소동 (1963년)
- 벤 케이시 (1961년)
- 14시간 (1951년)
- 엠 (1951년)
- 그들은 밤에 산다 (1949년)
- 보더 인시던트 (1949년)
- 버라이어티 걸 (1947년)
- 정복되지 않는 사람들 (1947년)
- 블루 달리아 (1946년)
- 선원으로서의 2년간 (1946년)
- 잃어버린 주말 (1945년) - 냇, 바텐더 역
- 네이비 블루스 (1941년)
- 블루스 인 더 나잇 (1941년)
- 요크 상사 (1941년)
- 일리노이의 에이브 링컨 (1940년)
- 마리 앙투아네트 (1938년)